# Okres Michalovce
Okres Michalovce je jedním z okresů Slovenska. Leží v Košickém kraji, v jeho východní části. Na severu hraničí s okresem Humenné a okresem Vranov nad Topľou, na jihu s okresem Trebišov, a na východě s okres okresem Sobrance a ukrajinskou zakarpatskou oblastí. Okres patří k chudším oblastem země[zdroj?], hlavní roli tu má zemědělství, především vzhledem k rovinnému charakteru celé oblasti.